# 近畿地方の重要文化財一覧
近畿地方の重要文化財一覧（きんきちほうのじゅうようぶんかざい いちらん）
本項は、日本国の文化財保護法に基づき同国の文部科学大臣が指定した重要文化財（美術工芸品）のうち、三重県、大阪府、兵庫県、和歌山県に所在するものの一覧である。滋賀県、京都府および奈良県についてはそれぞれ滋賀県の重要文化財一覧、京都府の重要文化財一覧、奈良県の重要文化財一覧を参照。

## 凡例

### 収録対象
- 本一覧の収録対象は、日本の文化財保護法第27条第1項に基づき文部科学大臣が指定した重要文化財のうち、「美術工芸品」に分類されるものである。重要文化財のうち「建造物」については、本一覧には収録していない。
- 当地域にある重要文化財建造物については、別項「近畿地方にある建造物の重要文化財一覧」を参照。
- ○印を付した物件は国宝である。なお、文化財保護法の規定では、国宝は重要文化財指定物件のうちから指定することとされている（同法第27条第2項）。
- 3件以上の重要文化財を有する社寺、博物館等で、ウィキペディア日本語版に記事があり、かつ、記事中に当該社寺、博物館等所有の文化財一覧が含まれている場合は、記事へのリンクのみを掲載した。これに該当する社寺、博物館等については、「一覧 (1)」に収録した。
- 日本国（文化庁）所有の考古資料のうち、出土地の地方公共団体によって保管・管理されているものについては、実際の保管先である都道府県の欄に記載した（例：「武蔵埼玉稲荷山古墳出土品」は、文化庁の所在地である東京都の欄ではなく、保管先である埼玉県の欄に記載）。ただし、個人コレクション等からの購入によって日本国（文化庁）所有となった考古資料については上記に該当しない。
- 所有者が宗教法人・公益法人以外の法人（株式会社等）である場合は、法人名を省略し、単に「法人」と表記した。ただし、当該法人がギャラリー、資料館等を開設し、自ら文化財の公開を行っている場合はこの限りでない。
- 所有者の住所と文化財の保管場所とは必ずしも同一とは限らない。また、社寺、個人等所有の国宝・重要文化財については、国立・県立の博物館等に寄託されているものが多い。
- 文化庁の調査により「所在不明」とされている重要文化財については、「（所在不明）」と記し、旧所在地の都道府県の欄に収録した。[1]

### 典拠
- 2000年までの指定物件については文化庁編『国宝・重要文化財総合目録』（第一法規、1980）および『国宝・重要文化財大全 別巻』（所有者別総合目録・名称総索引・統計資料）（毎日新聞社、2000）を典拠とし、それ以降の新規指定、名称変更等については官報告示による。なお、所有者・所在場所の変更については、移動先の地方公共団体の文化財一覧、博物館の公式サイト等によって確認できる場合には、それを反映している。
- 個人所有物件については、原則的には『国宝・重要文化財大全 別巻』（所有者別総合目録・名称総索引・統計資料）に基づき、該当する都道府県の欄の最後に記載した。ただし、県境を越えての移動、個人から博物館等への所蔵先変更が、移動先の地方公共団体の文化財一覧、博物館の公式サイト等によって確認できる場合には、それを反映している。

## 三重県

### 一覧 (1)
複数の重要文化財を有する社寺等で、ウィキペディア日本語版に記事があり、かつ、記事中に当該社寺等所有の文化財一覧が含まれているものについては、本欄に記載する。
以下の社寺等が所蔵する重要文化財については、リンク先の当該社寺等の項目を参照のこと。
伊勢神宮（法人名は「神宮」）、金剛證寺、四天王寺、新大仏寺、専修寺、多度大社、妙福寺

### 一覧 (2)
一覧 (1) に記載した以外の社寺等所有の文化財については以下に記載する。
日本国（文化庁）所有
- 三重県縄生廃寺塔心礎納置品（朝日町歴史博物館保管）

三重県（三重県立美術館保管）
- 旧永島家襖絵 曽我蕭白筆
  - 紙本墨画山水図8面
  - 紙本墨画竹林七賢図8面
  - 紙本墨画淡彩波濤群禽図12面
  - 紙本墨画淡彩松鷹図5面
  - 紙本墨画禽獣図4面
  - 紙本墨画淡彩狼貉図3面
  - 紙本墨画牧牛図4面

三重県（斎宮歴史博物館保管）
- 三重県斎宮跡出土品

大宝院 津市大門
- 絹本著色弘法大師像

石水博物館 津市垂水
- 佐藤家文書（59通）8巻1通

西来寺 津市乙部
- 絹本著色阿弥陀来迎図
- 絹本著色聖徳太子勝鬘経講讃図
- 注大般涅槃経 巻第二、第十二 2巻
- 大般若経 巻第百九 天平十九年唐僧善意跋
- 版本天台三大部
  - 法華玄義 10帖
  - 玄義釈籤 11帖
  - 法華文句 10帖
  - 法華疏記 17帖
  - 摩訶止観 10帖
  - 止観弘決 20帖

地蔵院 津市中河原
- 絹本著色地蔵菩薩像

大長寺 津市河辺町
- 木造地蔵菩薩半跏像

勝久寺 津市一身田上津部田
- 木造阿弥陀如来坐像
- 木造地蔵菩薩立像
- 木造聖観音立像

蓮光院 津市栄町
- 木造大日如来坐像
- 木造阿弥陀如来坐像

光善寺 津市片田薬王寺町
- 木造薬師如来及両脇侍像

瀬古区 津市白山町川口
- 木造十一面観音立像

常福寺 津市白山町八対野
- 木造千手観音立像

成願寺 津市白山町上ノ村
- 木造阿弥陀如来倚像
- 絹本著色涅槃図

善福寺 津市安濃町連部
- 木造毘沙門天立像

諸戸財団 桑名市太一丸
- 虎関師錬墨蹟 坐禅語
- 大覚禅師墨蹟 与栄意禅人法語
- 三島平茶碗（朝鮮時代）

鎮国守国神社 桑名市吉之丸
- 集古十種版木
- 三宝類聚名義抄（蓮成院本）

大福田寺 桑名市東方	
- 絹本著色釈迦八相成道図
- 勧進状 三条西実隆筆（附:絹本著色忍性上人像・絹本著色額田部実澄像）

鵜森神社 四日市市鵜の森
- 十六間四方白星兜鉢

 観音寺  四日市市垂坂町　
- 木造慈恵大師坐像 観応二年銘

 大聖院  四日市市日永　
- 木造不動明王立像

善教寺 四日市市南富田町
- 木造阿弥陀如来立像・像内納入文書

パラミタミュージアム 三重郡菰野町大羽根園松ヶ枝町（所有者：同所 公益財団法人岡田文化財団）
- 木造十一面観音立像 長快作

 府南寺  鈴鹿市国府町　
- 木造金剛力士立像

 林光寺  鈴鹿市神戸　
- 木造千手観音立像

伊奈富神社 鈴鹿市稲生西
- 木造男神坐像
- 木造扁額 文永十一年銘

神宮寺 鈴鹿市稲生西
- 木造持国天・多聞天立像
- 木造薬師如来立像

太子寺 鈴鹿市三日市
- 木造善然上人坐像

 慈恩寺  亀山市野村　
- 木造阿弥陀如来立像

松阪市
- 鴟尾2箇 三重県辻垣戸瓦窯跡出土（嬉野考古館保管）
- 三重県宝塚一号墳出土品（松阪市文化財センター保管）
- 松浦武四郎関係資料（松浦武四郎記念館保管）
- 絹本淡彩離合山水図 伊孚九筆 3幅[2]

松阪市（管理団体：鈴屋遺蹟保存会）（本居宣長記念館保管）
- 本居宣長稿本類並関係資料

清光寺 松阪市中町
- 木造阿弥陀如来坐像

苗秀社 松阪市殿町
- 太刀 無銘 伝国俊

大日堂 松阪市射和町
- 木造地蔵菩薩坐像

真福寺 松阪市下蛸路町
- 木造阿弥陀如来坐像

薬師寺 松阪市嬉野一志町
- 木造薬師如来立像

永善寺 松阪市上ノ庄町
- 木造阿弥陀如来坐像

朝田寺 松阪市朝田町
- 木造地蔵菩薩立像
- 紙本墨画唐獅子図（旧本堂壁貼付）曽我蕭白筆 2幅（附 板絵著色杉戸絵（鳳凰図、萩兎図、獏図、槇図）曽我蕭白筆 8面）

光明寺 伊勢市岩渕
- 光明寺残篇
- 結城宗広並夫人書状 1巻

寂照寺 伊勢市中之町
- 諸尊仏龕（西域）

 世義寺  伊勢市岡本　
- 陶経筒 治承二年七月銘

 太江寺  伊勢市二見町江　
- 木造千手観音坐像

久昌寺 伊勢市矢持町菖蒲
- 木造阿弥陀如来立像 承久三年仏師僧幸賢の銘あり

明星寺 伊勢市二見町三津
- 木造薬師如来坐像 久安元年銘

長盛寺 多気郡多気町相可
- 薙刀 銘住吉大明神主（以下不明）八幡大菩薩暦応五年（一字不明）月日備中国住直次作

普賢寺 多気郡多気町神坂
- 木造普賢菩薩坐像

近長谷寺 多気郡多気町長谷
- 木造十一面観音立像
- 近長谷寺資材帳

西導寺 多気郡多気町丹生
- 絹本著色法然上人絵伝 2幅

正法寺 度会郡大紀町野原
- 木造十一面観音立像 光背天永□年銘

田宮寺 度会郡玉城町田宮寺
- 木造十一面観音立像
- 木造十一面観音立像

和具観音堂 志摩市志摩町和具
- 銅造如来坐像

八代神社 鳥羽市神島町
- 鉄獅噛文金銅象嵌鍬形
- 伊勢神島祭祀遺物

伊賀市
- 更科紀行 芭蕉自筆稿本

念仏寺 伊賀市上野寺町
- 木造阿弥陀如来坐像

西光寺 伊賀市界外
- 木造観世音菩薩坐像・勢至菩薩坐像

勝因寺 伊賀市山出
- 木造虚空蔵菩薩坐像

長隆寺 伊賀市森寺
- 木造薬師如来坐像

仏勝寺 伊賀市猪田
- 木造薬師如来坐像

市場寺 伊賀市菖蒲池
- 木造阿弥陀如来坐像
- 木造四天王立像

 佛土寺  伊賀市東高倉　
- 木造阿弥陀如来及両脇侍像 中尊承安二年銘

 西蓮寺  伊賀市長田　
- 絹本著色藤堂高虎像

西盛寺 伊賀市三田
- 木造薬師如来坐像

蓮徳寺 伊賀市湯屋谷
- 木造日光月光菩薩立像

東谷観音寺 伊賀市東谷
- 木造阿弥陀如来坐像

常福寺 伊賀市古郡
- 木造五大明王像

 観菩提寺  伊賀市島ヶ原　
- 木造十一面観音立像

万寿寺 伊賀市柘植町
- 木造地蔵菩薩坐像 貞治三年寛慶・忍慶銘、頭部内納入品（摺仏、摺経、舎利等）

宝厳寺 伊賀市寺脇
- 木造十一面観音立像

常楽寺 伊賀市種生
- 大般若経 595帖（巻五十、九十一、百八十七 天平宝字二年沙弥道行願経）

福成就寺 名張市箕曲中村
- 黒漆厨子 文明十二年銘

無動寺 名張市黒田
- 木造不動明王立像

延寿院 名張市赤目町長坂
- 石造燈籠 徳治二年銘

弥勒寺 名張市西田原
- 木造聖観音立像
- 木造十一面観音立像

個人
- 成唯識論述記第九本
- 御野国加毛郡半布里大宝二年戸籍断簡

個人
- 木造諸尊仏龕

個人
- 栄花物語（富岡本）10冊

個人
- 太刀 銘景光（1953年指定）[3]

## 大阪府

### 一覧 (1)
3件以上の重要文化財を有する社寺、博物館等で、ウィキペディア日本語版に記事があり、かつ、記事中に当該社寺、博物館等所有の文化財一覧が含まれているものについては、本欄に記載する。
以下の社寺、博物館等が所蔵する重要文化財については、リンク先の当該社寺、博物館等の項目を参照のこと。
以下の社寺、博物館等が所蔵する重要文化財については、当該社寺、博物館等の項目を参照のこと。
安福寺、和泉市久保惣記念美術館、逸翁美術館（阪急文化財団）、大阪市立東洋陶磁美術館、大阪市立美術館、勝尾寺、観心寺、久米田寺、孝恩寺、金剛寺、誉田八幡宮、堺市博物館、四天王寺、住吉大社、大念仏寺、武田科学振興財団、道明寺、藤田美術館、正木美術館、松尾寺、水無瀬神宮、湯木美術館

### 一覧 (2)
一覧 (1) に記載した以外の社寺等所有の文化財については以下に記載する。
日本国（文化庁）所有
- 摂津東奈良遺跡出土鎔笵関係遺物（弥生時代）（茨木市立文化財資料館保管）
- 大阪府長原高廻り古墳出土埴輪（大阪歴史博物館保管）
- 袈裟襷文銅鐸 大阪府羽曳野市西浦出土（羽曳野市立陵南の森総合センター保管）
- 家形埴輪2箇・壺形埴輪3箇 大阪府八尾市美園町美園古墳出土（大阪府立近つ飛鳥博物館保管）
- 大阪府安満宮山古墳出土品（高槻市教育委員会保管）

大阪府（大阪市立美術館保管）
- 絹本著色木村蒹葭堂像 谷文晁筆

大阪府（大阪府立近つ飛鳥博物館・藤井寺市立図書館保管）
- 修羅2点・梃子棒1点 藤井寺市三ツ塚古墳出土（附:埴輪残欠一括）

大阪市（大阪市博物館機構）
- 大阪市立美術館保管分については同館の項を参照
- 大阪市立東洋陶磁美術館保管分については同館の項を参照

大阪市（大阪市博物館機構）（大阪歴史博物館保管）
- 紙本金地著色関ヶ原合戦図 六曲一双
- 明王贈豊太閤冊封文（綾本）
- 紙本白描十二天図像（珍海本）6幅（羅刹天、水天、伊舎那天、梵天、地天、日天）
- 蓋台付埦形土器 大阪市東住吉区瓜破町（現・平野区）出土
- 銅釧8箇 佐賀県唐津市千々賀出土

大阪市（大阪歴史博物館 / 大阪市立中央図書館保管）
- 間重富関係資料 741点

大阪市（大阪城天守閣保管）
- 紙本金地著色大坂夏の陣図 六曲一双
- 紙本金地著色南蛮人渡来図 六曲一双
- 豊臣秀吉辞世和歌（1通）1幅・豊臣家家臣等血判起請文（10通）4巻・豊臣秀吉朱印状幷慶長役陣立書（2通）2巻[4][5]
- 金銅装眉庇付鉄冑（和泉国淡輪西小山陵古墳出土）（1955年盗難）

大阪市（大阪市博物館機構）（大阪中之島美術館準備室保管）
- 漣 福田平八郎筆 昭和7年 絹本白金地著色

法案寺 大阪市中央区島之内
- 木造聖観音立像

 鶴満寺  大阪市北区長柄東
- 銅鐘（朝鮮鐘）太平十年銘

妙香院 大阪市北区兎我野町
- 木造兜跋毘沙門天立像

定専坊 大阪市北区天満
- 紙本著色本願寺聖人親鸞伝絵 巻上 2巻

 大乗坊  大阪市浪速区日本橋　
- 木造毘沙門天立像

専修寺 大阪市此花区西島
- 木造阿弥陀如来坐像

近鉄グループホールディングス 大阪市天王寺区上本町
- 大和文華館（奈良県）の項を参照。

実相寺 大阪市天王寺区上本町
- 絹本著色浄土曼荼羅図

大通寺 大阪市天王寺区城南寺町
- 木造阿弥陀如来立像（附:阿弥陀如来印仏（81通）8綴）

 円珠庵  大阪市天王寺区空清町　
- 契沖著述稿本類

長寶寺 大阪市平野区平野本町
- 絹本著色涅槃図
- 梵鐘 建久三年

 法楽寺  大阪市東住吉区山坂　
- 絹本著色不動明王二童子像

堺市
- 堺市博物館保管分については同館の項を参照

 大安寺  堺市堺区南旅籠町東　
- 本堂障壁画76面

妙国寺 堺市堺区材木町東
- 脇指 朱銘長義
- 短刀 銘国光

開口神社 堺市堺区甲斐町東
- 紙本著色大寺縁起絵 土佐光起筆 3巻
- 伏見天皇宸翰御歌集
- 短刀 銘吉光

祥雲寺 堺市堺区大町東
- 絹本著色沢庵和尚像
- 絹本著色釈迦二声聞像

長泉寺 堺市堺区新在家町東
- 絹本著色閻魔王図

 家原寺  堺市西区家原寺町　
- 絹本著色行基菩薩行状絵伝 3幅

 法道寺  堺市南区鉢ケ峯寺　
- 絹本著色十六羅漢像

日部神社 堺市西区草部
- 石燈籠 正平二十四年銘

豊中市
- 摂津豊中大塚古墳出土品

 東光院  豊中市南桜塚　
- 木造釈迦如来坐像

西福寺 豊中市小曽根
- 紙本金地著色仙人掌群鶏図6面・紙本墨画蓮池図6幅 伊藤若冲筆

 慶瑞寺  高槻市昭和台町　
- 木造菩薩坐像

 安岡寺  高槻市浦堂本町　
- 木造千手観音坐像

神峯山寺 高槻市原
- 木造阿弥陀如来坐像
- 木造聖観音立像

本山寺 高槻市原
- 木造聖観音立像
- 木造毘沙門天立像

大阪大学 吹田市山田丘（大阪大学総合学術博物館保管）
- 大阪府野中古墳出土品

関西大学 吹田市山手町（関西大学博物館保管）　
- 河内国府遺跡出土品
- 石枕 奈良県天理市渋谷町出土

春日神社 茨木市春日
- 石燈籠 延慶二年銘

大門寺 茨木市大門寺
- 木造如意輪観音坐像
- 木造四天王立像

 瀧安寺  箕面市箕面公園　
- 木造如意輪観音坐像

大阪青山学園 箕面市新稲
- （本法人所蔵物件は兵庫県の欄に記載）

 久安寺  池田市伏尾町　
- 木造阿弥陀如来坐像

今養寺 豊能郡能勢町野間西山
- 木造大日如来坐像

清泰寺 枚方市長尾元町
- 木造菩薩坐像 2軀（伝文殊・普賢菩薩）

尊延寺 枚方市尊延寺
- 木造降三世・軍荼利明王立像 2軀

 来迎寺  守口市佐太中町　
- 絹本著色八幡曼荼羅図

光明寺 守口市八雲北町
- 木造十一面観音立像

四條畷神社 四條畷市南野
- 太刀 銘包永

 獅子窟寺  交野市私市　
- ○木造薬師如来坐像

八葉蓮華寺 交野市傍示
- 木造阿弥陀如来立像 快慶作 像内に僧恵敏発願阿弥陀経等1巻、ア（梵字）阿弥陀仏宛書状等3通1枚、釈迦如来名号等1巻を納める

神宮寺 八尾市恩智
- 木造十一面観音立像

玉祖神社 八尾市神立
- 木造制札

国分神社 柏原市国分市場
- 河内国茶臼山古墳出土品

藤井寺市（藤井寺市立生涯学習センター保管）
- 埴輪水鳥 3点 大阪府城山古墳出土

 葛井寺  藤井寺市藤井寺　
- ○乾漆千手観音坐像

道明寺天満宮 藤井寺市道明寺
- ○銀装革帯、玳瑁装牙櫛、牙笏、犀角柄刀子、伯牙弾琴鏡、青白磁円硯（伝菅公遺品）
- 笹散双雀鏡・笹散蒔絵鏡匣

 壺井八幡宮  羽曳野市壺井　
- 黒韋威胴丸 壺袖付
- 木造僧形八幡神及諸神坐像 5軀　頼円、実円作（附 墨画日課千躰地蔵菩薩像1巻）

野中寺 羽曳野市野々上
- 銅造弥勒菩薩半跏像
- 木造地蔵菩薩立像

長円寺 羽曳野市古市
- 木造十一面観音立像

 瀧谷不動明王寺  富田林市彼方　
- 木造不動明王二童子像 中尊寛治八年銘

大阪府・大阪狭山市
- 大阪府狭山池出土木樋・重源狭山池改修碑（大阪府立狭山池博物館保管）

風輪寺 大阪狭山市半田
- 絹本著色釈迦如来及四菩薩像

 延命寺  河内長野市神ガ丘　
- 絹本著色兜率天曼荼羅図
- 木造釈迦如来立像

観音寺 河内長野市日野
- 木造大日如来坐像

 岩湧寺  河内長野市加賀田　
- 木造大日如来坐像

 河合寺  河内長野市河合寺
- 木造持国天立像
- 木造多聞天立像
- 木造千手観音及び不動明王・毘沙門天立像

 興禅寺  河内長野市美加の台　
- 木造阿弥陀如来坐像

 叡福寺  南河内郡太子町太子　
- 絹本著色文殊渡海図
- 絹本著色涅槃変相図
- 高屋枚人墓誌 蓋共 宝亀七年銘 大阪府南河内郡太子町出土

妙見寺 南河内郡太子町春日
- 紀吉継墓誌 蓋共 延暦三年銘 大阪府南河内郡太子町出土

大念寺 南河内郡河南町大ヶ塚
- 木造十一面観音立像

得生寺 南河内郡河南町大宝
- 木造阿弥陀如来坐像

高貴寺 南河内郡河南町平石
- 木造弁才天坐像
- 金銅五鈷鈴

岸城神社 岸和田市岸城町
- 刀 無銘 伝一文字

泉大津市
- 白地松鶴亀草花文繍箔肩裾小袖 天正十一年墨書（泉大津市織編館保管）

 泉穴師神社  泉大津市豊岡町　
- 木造神像 80躯

 施福寺  和泉市槇尾山町　
- 槇尾山大縁起

泉南市（泉南市埋蔵文化財センター保管）
- 大阪府海会寺跡出土品

興善寺 泉南郡岬町多奈川谷川
- 木造大日如来坐像
- 木造薬師如来坐像
- 木造釈迦如来坐像

個人
- 絹本著色閻魔天曼荼羅図

個人
- 熊野懐紙 久我通光筆（深山紅葉、海辺冬月）

個人
- 修善講式残簡 覚超筆 正暦二年（附:古写副本）

法人
- 短刀 銘国俊（名物愛染国俊）
- 短刀 銘来国光（1953年指定）
- 太刀 銘貞継（1938年指定）
- 太刀 銘秀近（1942年指定）
- 太刀 銘助宗（1933年指定）
- 刀 無銘 吉岡一文字（1960年指定）
- 刀 無銘 光忠（1952年指定）
- ○太刀 銘熊野三所権現長光
- 太刀 銘備州長船住景光（1942年指定）
- 太刀 銘備前国長船住兼光 元弘三年八月日
- 太刀 銘順慶（1935年指定）
- 刀 折返銘備州長船住元重（1952年指定）
- 太刀 銘備州長船住長義（1936年指定）
- 太刀 銘守家（1941年指定）
- 太刀 銘真守（1953年指定）
- 太刀 銘守利（1960年指定）
- 刀 無銘 伝行光（1957年指定）
- ○短刀 無銘正宗（名物庖丁正宗）
- 刀 無銘 伝貞宗（幅広貞宗）
- 刀 無銘 伝秋広（1961年指定）
- 短刀 銘則重（1949年指定）
- 刀 金象嵌銘則重磨上之本阿（花押）
- 刀 折返銘□□行平作
- 短刀 銘左筑州住（1933年指定）[8]
- 短刀 銘左筑州住（名物小夜左文字）
- 刀 銘国広 慶長七年十二月十四日
- 蕨手刀子

法人
- 金襴手花鳥文鉢 大明嘉靖年製銘
- 色絵法螺貝形香炉 仁清作

個人
- 紙本著色三十六歌仙切（小町）佐竹家伝来

個人
- 絹本著色如意輪観音像（1901年指定）（所在不明）
- 芦屋霰地真形釜（1957年指定）[9]

個人
- 刀 金象嵌銘元重 本阿弥（花押）（所在不明）

個人
- ○刀 金象嵌銘光忠 光徳（花押）
- ○太刀 銘備前国長船住近景 嘉暦二二（四）年□月日
- 太刀 銘大和則長
- ○太刀 銘備前国吉岡住左近将監紀助光 一 南无八幡大菩薩 南无妙見大菩薩 元亨二年三月日
- 太刀 銘恒光
- 刀 金象嵌銘貞次（名物小青江）
- 刀 無銘伝義弘（名物村雲江）
- 刀 銘奥州仙台住山城大掾藤原国包 寛永五年八月吉日
- 刀 銘以南蛮鉄於武州江戸越前康継 慶長十九年八月吉日
- 太刀 銘守家
- 刀 無銘 伝国行
- 太刀 銘清綱
- 大森彦七図鐔 金象嵌銘利寿（花押）
- 聖衆来迎図大小金具 後藤一乗作

個人
- 太刀 銘景秀
- ○太刀 銘守利

個人
- ○太刀 銘正恒
- 太刀 銘備前長船住近景 元亨三年十月日

個人
- 太刀 銘助真（1956年指定）（所在不明）

個人
- 太刀 銘長光（1956年指定）
- 花雲形文七宝鐔 無銘平田道仁

個人
- 短刀 銘信国貞治五年十月

個人
- 太刀 銘包永（1938年指定）
- 剣 銘国吉（1942年指定）
- 太刀 銘国安（1953年指定）
- 太刀 銘正恒（備中）（1961年指定）
- 太刀 銘助綱（1962年指定）

個人
- ○短刀 銘高市□住金吾貞吉 □亨二二年甲子十月十八日（名物桑山保昌）
- 太刀 銘日州古屋之住国広 山伏之時造之天正十二年二月彼岸云々

個人
- ○短刀 銘国光
- ○薙刀 銘一備州吉岡住左近将監紀助光 元応二年庚申十一月日
- 太刀 銘備前国長船住景光 嘉元二二年十月日
- 太刀 銘景安（1955年指定）
- 脇指 銘日州古屋住国広作 天正十四年八月日
- 太刀 銘国時（1956年指定）
- 太刀 銘備前国長船住兼光 建武二年七月日
- ○太刀 銘助包
- 太刀 銘備州長船住景光（1940年指定）
- 猿猴捕月図鐔 銘山城国伏見住金家
- 眠布袋図二所物 小柄銘宗珉（花押）

個人
- 太刀 銘光忠（1935年指定）（所在不明）

個人
- 短刀 無銘 正宗（名物伏見正宗）附:腰刀拵

個人
- 刀 銘井上真改 延宝四年八月日

個人
- 文字天目茶碗（所在不明）

個人
- 銅鏡（梅樹双雀文）

個人
- 五彩金襴手碗 5口

個人
- ○金銅石川年足墓誌 天平宝字六年在銘 大阪府高槻市真上出土（附 木櫃残欠 銅釘付）

個人
- 末吉家貿易関係資料

個人
- 太刀 銘長光（1938年指定）

個人
- 紙本金地著色南蛮人渡来図 六曲一双（南蛮文化館保管）

個人
- 紙本著色山王霊験記（1994年指定）
- 明恵上人筆仮名消息（井上尼宛）
- 紙本著色羅什三蔵絵伝

個人
- 大工頭中井家関係資料（大阪市立住まいのミュージアム保管）

萬野美術館旧蔵
- 明月記 寛喜二年正月（所在不明）

個人
- 和田家文書（104通） 8巻、2幅

## 兵庫県

### 一覧 (1)
3件以上の重要文化財を有する社寺、博物館等で、ウィキペディア日本語版に記事があり、かつ、記事中に当該社寺、博物館等所有の文化財一覧が含まれているものについては、本欄に記載する。
以下の社寺、博物館等が所蔵する重要文化財については、リンク先の当該社寺、博物館等の項目を参照のこと。
一乗寺、圓教寺、温泉寺 (豊岡市)、鶴林寺、神呪寺、清荒神清澄寺、黒川古文化研究所、香雪美術館、神戸市立博物館、浄土寺、太山寺、大乗寺、辰馬考古資料館、達身寺、中山寺、白鶴美術館、斑鳩寺

### 一覧 (2)
一覧 (1) に記載した以外の社寺等所有の文化財については以下に記載する。
日本国（文化庁）所有
- 兵庫県箕谷2号墳出土品（兵庫県立考古博物館保管）

兵庫県（兵庫県立歴史博物館保管）
- 絹本著色仏涅槃図

兵庫県（兵庫県立考古博物館保管）
- 兵庫県池田古墳出土品

兵庫県
- 絹本著色阿弥陀曼荼羅図
- 紙本著色山王霊験記　1巻
- 紙本墨画三保松原図　伝能阿弥筆
- 赤楽茶碗　銘無一物　長次郎作

神戸市
- 神戸市立博物館保管分については同館の項を参照

神戸市（神戸市埋蔵文化財センター保管）
- 兵庫県西求女塚古墳出土品
- 兵庫県五色塚古墳出土品

徳照寺 神戸市中央区中山手通
- 銅鐘 長寛二年銘

歓喜寺 神戸市中央区中島通
- 木造十一面観音立像

湊川神社 神戸市中央区多聞通
- 段威腹巻
- 法華経奥書 建武二年楠木正成筆

 大龍寺  神戸市中央区神戸港地方再度山　
- 木造菩薩立像

真光寺 神戸市兵庫区松原通
- 紙本著色遊行縁起 詞行顕筆 10巻

 能福寺  神戸市兵庫区北逆瀬川町　
- 木造十一面観音立像

薬仙寺 神戸市兵庫区今出在家町
- 木造薬師如来坐像
- 絹本著色施餓鬼図

長田神社 神戸市長田区長田町
- 黒漆金銅装神輿

宝満寺 神戸市長田区東尻池町
- 木造大日如来坐像 永仁四年定運等作（附：伝・像内納入品）

妙法寺 神戸市須磨区妙法寺字毘沙門山
- 木造毘沙門天立像

 勝福寺  神戸市須磨区大手町　
- 金銅密教法具（火舎1、花瓶2、六器5）

須磨寺（福祥寺） 神戸市須磨区須磨寺町
- 木造十一面観音立像
- 絹本著色普賢十羅刹女像

多聞寺 神戸市垂水区多聞台
- 木造阿弥陀如来坐像
- 木造日光月光菩薩立像

転法輪寺 神戸市垂水区名谷町中山
- 木造阿弥陀如来坐像

 善福寺  神戸市北区有馬町　
- 木造聖徳太子立像（南無仏太子）

 湯泉神社  神戸市北区有馬町　
- 絹本著色熊野曼荼羅図

温泉寺（清凉院） 神戸市北区有馬町
- 木造波夷羅大将立像
- 黒漆厨子

無動寺 神戸市北区山田町福地字新池
- 木造大日如来坐像・釈迦如来坐像・阿弥陀如来坐像
- 木造不動明王坐像
- 木造十一面観音立像

多聞寺 神戸市北区長尾町宅原
- 木造毘沙門天立像
- 木造吉祥天立像
- 木造地蔵菩薩立像

昌林寺 西宮市津門西口町
- 木造阿弥陀如来立像
- 木造善導大師坐像 元徳二年、高辻法印流大仏師武蔵国良意等の銘あり

明徳寺 西宮市山口町上山口
- 木造阿弥陀如来立像

浄橋寺 西宮市生瀬町
- 木造阿弥陀如来及び両脇侍像
- 梵鐘 寛元二年

 滴翠美術館  芦屋市山芦屋町　
- 扇面鳥兜螺鈿蒔絵料紙箱

尼信文化基金 尼崎市西本町北通
- 太刀 銘守家

本興寺 尼崎市開明町
- 太刀 銘恒次（数珠丸恒次）
- 木造日隆聖人坐像

小童寺 川西市西畦野
- 絹本著色阿弥陀二十五菩薩来迎図

多田神社 川西市多田院多田所町
- 多田神社文書（492通）43巻（附：寛文三年、貞享五年多田院文書修理目録3巻）

大阪青山学園（川西市長尾町 大阪青山歴史文学博物館保管）（法人所在地は大阪府箕面市新稲）
- ○土佐日記 嘉禎二年八月二十九日藤原為家書写奥書
- 観弥勒上生兜率天経賛 巻下残巻
- 陸放翁詩集（五山版）2冊
- 拾遺和歌集
- 明月記 正治元年四、五月
- 明月記 正治二年秋
- 狭衣（伝慈円本）4帖
- 後醍醐天皇消息
- 松浦宮物語
- 夜寝覚抜書（金銀泥下絵料紙）
- 前十五番歌合（彩牋）
- 四十番歌合 建保五年十月十九日
- 興風集
- 是則集
- 後伏見院庁諷誦文 嘉元三年十月廿八日

 慈眼寺  伊丹市鴻池　
- 木造釈迦如来坐像 建久六年銘

金心寺 三田市天神
- 絹本著色十一面観音像
- 木造弥勒菩薩坐像
- 木造不動明王立像

護国院 三田市下相野
- 木造持国天・多聞天立像

青龍寺 三田市福島
- 木造如意輪観音坐像

聖徳寺 三田市小野
- 絹本著色釈迦十六善神像

 高売布神社  三田市酒井字宮の脇　
- 木造狛犬

 柿本神社  明石市人丸町
- 後桜町天皇宸翰短籍 45葉
- 仁孝天皇宸翰及一座短籍 49葉

 月照寺  明石市人丸町
- 桜町天皇宸翰及一座短籍（50葉）1帖

 尾上神社  加古川市尾上町長田　
- 銅鐘（朝鮮鐘）

長楽寺 加古川市志方町氷室
- 木造地蔵菩薩半跏像

 十輪寺  高砂市高砂町横町　
- 絹本著色五仏尊像

姫路市（姫路市埋蔵文化財センター保管）
- 兵庫県宮山古墳出土品

姫路神社 姫路市本町
- 太刀 銘包永

 射楯兵主神社  姫路市総社本町　
- 太刀 銘定（以下磨上）（綾小路定利）附:韋巻柄及び茎断片

 随願寺  姫路市白国　
- 木造毘沙門天立像

大覚寺 姫路市網干区興浜
- 絹本著色釈迦三尊像
- 絹本著色十六羅漢像

 英賀神社  姫路市飾磨区英賀宮町　
- 梵鐘 正中二年銘

 津田天満神社  姫路市飾磨区構　
- 紙本著色北野天神縁起絵巻 3巻

 弥勒寺  姫路市夢前町寺　
- 木造弥勒仏及両脇寺像 中尊像長保元年銘

岩屋寺 姫路市豊富町神谷
- 木造毘沙門天立像

光久寺 姫路市安富町安志
- 絹本著色迦伐蹉尊者像・注荼半託迦尊者像2幅
- 木造不動明王立像

常福寺 姫路市香寺町須加院
- 播磨極楽寺経塚出土品

 神積寺  神崎郡福崎町東田原　
- 木造薬師如来坐像

 伽耶院  三木市志染町大谷　
- 木造毘沙門天立像

小野市（小野市立好古館保管）
- 黄地牡丹唐草文緞子胴服

西長ほか7町共有（王子町・戸田井町・両月町・大村町・牛居町・西長町・東長町・岸呂町）加西市
- 石造浮彫如来及両脇侍像1基 附：石造厨子屋蓋（加西市西長町 古法華自然公園内所在）

遍照院 加東市光明寺
- 銅造如来坐像

朝光寺 加東市畑
- 木造千手観音立像

清水寺 加東市平木
- 大刀 3口
- 大字法華経 巻第五

極楽寺 多可郡多可町八千代区中野間
- 絹本著色六道絵 3幅

賀茂神社 たつの市御津町室津
- 神馬図額 2面 狩野元信筆

見性寺 たつの市御津町室津
- 木造毘沙門天立像

普門寺 赤穂市尾崎
- 木造千手観音坐像

最明寺 佐用郡佐用町春哉
- 木造北条時頼坐像

瑠璃寺 佐用郡佐用町船越
- 木造不動明王坐像
- 絹本著色不動明王二童子像

文常寺 豊岡市鎌田
- 木造聖観音立像

東楽寺 豊岡市清冷寺
- 木造四天王立像

出石神社 豊岡市出石町宮内
- 脇指 銘但州住国光

朝来市（朝来市埋蔵文化財センター古代あさご館保管）
- 但馬城ノ山古墳出土品
- 兵庫県茶すり山古墳出土品

黒野神社 美方郡香美町村岡区村岡
- 絹本著色釈迦十六善神像

帝釈寺 美方郡香美町香住区下浜
- 木造聖観音立像

相応峰寺 美方郡新温泉町清富
- 木造十一面観音立像

二村神社 丹波篠山市見内
- 木造伊邪那岐命坐像

西光寺 丹波篠山市畑市
- 木造薬師如来坐像
- 木造持国天・増長天・多聞天立像

八幡神社 丹波篠山市日置
- 木造持国天・多聞天立像

櫛石窓神社 丹波篠山市福井
- 木造櫛岩窓命坐像・豊岩窓神命坐像
- 木造大宮比売命坐像

大国寺 丹波篠山市味間奥
- 木造大日如来坐像・大日如来坐像・阿弥陀如来坐像
- 木造持国天・増長天立像

 高源寺  丹波市青垣町檜倉　
- 絹本著色普応国師像

乗宝寺 丹波市柏原町柏原
- 紫紙金泥法華経
- 紺紙金泥大威徳陀羅尼経 巻第十六

岡本自治会 丹波市山南町岡本
- 木造薬師如来坐像

常勝寺 丹波市山南町谷川
- 銅造千手観音立像
- 木造薬師如来坐像

 石龕寺  丹波市山南町岩屋　
- 木造金剛力士立像 仁治三年肥後法橋定慶作

八幡神社 洲本市炬口
- 腹巻 附:兜、大袖、小手、曲輪

千光寺 洲本市上内膳
- 梵鐘 弘安六年銘

鳥飼八幡宮 洲本市五色町鳥飼中
- 沃懸地螺鈿金銅装神輿

東山寺 淡路市長沢
- 木造薬師如来立像
- 木造十二神将立像

成相寺 南あわじ市八木馬回
- 木造薬師如来立像

国分寺 南あわじ市八木国分
- 木造釈迦如来坐像

慶野組 南あわじ市松帆慶野
- 袈裟襷文銅鐸 兵庫県南あわじ市松帆慶野出土

隆泉寺 南あわじ市津井
- 横帯文銅鐸 兵庫県津名郡中川原村出土

日光寺 南あわじ市松帆櫟田
- 袈裟襷文銅鐸（附:銅鐸舌） 兵庫県三原郡松帆村笥飯野出土

 護国寺  南あわじ市賀集八幡　
- 木造大日如来坐像

個人
- 一山一寧墨蹟 六祖偈[11]

個人
- 絹本著色大日如来像
- 著色絵料紙墨書観普賢経残欠（扇面写経）1枚
- 白描絵料紙墨書金光明経（目無経）巻第二
- 紙本墨画護摩壇様並三十七尊三昧耶形

個人
- 桜山鵲蒔絵硯箱[11]

個人
- ○紙本墨画淡彩夜色楼台図 与謝蕪村筆
- 絹本墨画枯木図 2幅 子庭祖柏筆
- 絹本著色五秘密像
- 絹本著色鑑真和尚像[11]
- ○法華経（久能寺経）4巻
- 異国降伏御祈供養注進案（正応二年七月廿二日）[11]

個人
- 紙本著色竹林茅屋柳陰騎路図 六曲一双 与謝蕪村筆
- 絹本墨画柘榴栗鼠図 松田筆
- 絹本著色白衣観音図（南宋）
- 絹本墨画淡彩寒江独釣図 伝柯九思筆
- 絹本著色八字文殊菩薩及八大童子善財童子像

個人
- 紙本淡彩船窓小戯図 1帖 田能村竹田筆

個人
- 紙本著色三十六歌仙切（伊勢）佐竹家伝来
- 紙本著色三十六歌仙切（重之）佐竹家伝来[11]
- 霊石如芝墨蹟 正堂偈

個人
- 癡絶道冲墨蹟 無準忌上堂語 淳祐庚戌二月二十五日（所在不明）
- 禅院額字（香積）（所在不明）

個人
- 後深草天皇宸翰消息（十一月一日花押）

個人（重要文化財は京都市左京区所在）
- 紙本著色三十六歌仙切（家持）佐竹家伝来
- 絹本著色在原業平像
- 紙本著色鶴岡放生会職人歌合 1巻
- 絖本淡彩春光晴雨図 与謝蕪村筆
- 横川如珙墨蹟
- 藤原秀能筆二首懐紙（六月秡、山家風涼 外題建仁元年六月晦日）
- 藤原長房筆懐紙（きゝまても）
- 深養父集断簡（名歌歌集切、秋部巻頭）
- 霊石如芝墨蹟 鉄牛偈
- 笑翁妙堪墨蹟 轅洲翁古稀賀偈
- 源氏物語系図
- 古伊賀水指（破袋）

個人
- 継色紙（ふゆこもり）（所在不明）

個人
- 紙本淡彩山水図 狩野正信筆
- ○世説新書 巻第六残巻
- 虚堂智愚墨蹟 法語
- 滅翁文礼墨蹟 偈頌 嘉熙四年正月廿六日
- 北畠顕家自筆申状（三月一日蔵人中将宛）

個人
- 短刀 銘景光（所在不明）
- 短刀 銘国光 元応二年三月廿日（所在不明）

個人
- 三鈷柄剣 銘重吉入道作 元亨二二年正月七阿闍梨頼宣（所在不明）

個人
- 刀 無銘 伝左

個人
- 太刀 銘兼氏（1953年指定）（所在不明）

個人
- 太刀 銘国宗（1937年指定）

個人
- 刀 無銘 一文字（1961年指定）（所在不明）

個人
- 黒漆合口腰刀拵

個人　
- 銅経筒 永保三年銘（所在不明）

個人
- 埴輪男子跪坐像 茨城県西茨城郡岩瀬町出土

個人
- 太刀 銘信房作（1942年指定）

個人
- 枡 天正十八年正月日増田長盛・浅野長政加判（附：木製手提箱 寛政七年四月斉藤清次右衛門墨書）

個人
- 藍韋威腹巻 大袖付（1965年指定）

個人
- 太刀 銘国安（1938年指定）[13]

個人
- 短刀 銘来国光（名物池田来国光）
- 短刀 無銘 伝貞宗（1938年指定）
- 刀 銘津田越前守助広 延宝七年二月日

個人
- 金光明最勝王経註釈 巻第四断簡（飯室切）

## 和歌山県

### 一覧 (1)
3件以上の重要文化財を有する社寺等で、ウィキペディア日本語版に記事があり、かつ、記事中に当該社寺等所有の文化財一覧が含まれているものについては、本欄に記載する。
以下の社寺等が所蔵する重要文化財については、リンク先の当該社寺等の項目を参照のこと。
紀州東照宮、紀三井寺、熊野那智大社、熊野速玉大社、興国寺、金剛三昧院、金剛峯寺、浄妙寺、道成寺、丹生都比売神社
以下の寺院（高野山金剛峯寺の子院等関連寺院）については金剛峯寺の項を参照。
安養院、円通寺、北室院、光台院、五大院、五坊寂静院、金剛三昧院、金蔵院、西生院、西禅院、西南院、三宝院、釈迦文院、正智院、地蔵院、持明院、常喜院、成慶院、清浄心院、成福院、成蓮院、親王院、赤松院、全光院、善集院、泰雲院、大明王院、高室院、多聞院、南院、如意輪寺、巴陵院、普賢院、不動院、普門院、遍照光院、遍明院、宝亀院、宝寿院、宝城院、明王院、有志八幡講十八箇院、桜池院、龍光院、龍泉院、蓮花院、蓮華三昧院、蓮華定院、蓮上院
（以上の各寺院の住所は伊都郡高野町高野山。各寺院について、公益財団法人高野山文化財保存会が文化財保護法に規定する管理団体に指定されている。）

### 一覧 (2)
一覧 (1) に記載した以外の社寺等所有の文化財については以下に記載する。
日本国（文化庁）所有
- 紀伊大谷古墳出土品（和歌山市立博物館保管）
- 和歌山県磯間岩陰遺跡出土品（古墳時代）（田辺市立歴史民俗資料館保管）

和歌山県 （和歌山県立紀伊風土記の丘保管）
- 和歌山県大日山35号墳出土品

護念寺 和歌山市吹上
- 絹本著色十六羅漢像

 総持寺  和歌山市梶取
- 絹本著色釈迦三尊像

若宮八幡神社 和歌山市有本
- 太刀 銘備州長船秀光 至徳四年（以下不明）

満願寺 和歌山市寺内
- 絹本著色鳥羽天皇像

慈光円福院 和歌山市北新金屋町
- 木造十一面観音立像

淡嶋神社 和歌山市加太
- 金銅造丸鞘太刀
- 大円山形星兜

願成寺 海南市別所
- 木造千手観音坐像

極楽寺 海南市下津町塩津
- 伏見天皇宸翰唯識三十頌

地蔵峰寺 海南市下津町橘本
- 石造地蔵菩薩坐像 元亨三年銘

有田市
- 木造大日如来坐像 康平五年銘（有田市初島町里 正善寺所在）

 須佐神社  有田市千田　
- 太刀 銘因州住景長（附:糸巻太刀拵）

広利寺 有田市宮原町
- 木造十一面観音立像 像内に正平八年、四天王寺大仏師式部法橋頼円等の銘がある 附 像内納入品（法華経等6巻、唯識三十頌2巻）

圓満寺 有田市宮原町東
- 木造十一面観音立像

 根来寺  岩出市根来　
- 木造大日如来坐像・木造金剛薩埵坐像・木造尊勝仏頂坐像

遍照寺 岩出市北大池
- 木造弘法大師坐像 永仁二年良円作（附:像内納入品）

 粉河寺 紀の川市粉河　
- ○粉河寺縁起絵巻

丹生神社 紀の川市粉河町上丹生谷
- 金銅鳥頸太刀

 鞆淵八幡神社  紀の川市中鞆渕　
- ○沃懸地螺鈿金銅装神輿

 隅田八幡神社  橋本市隅田町垂井　
- ○人物画象鏡

宝来山神社 伊都郡かつらぎ町萩原
- 紀伊国桛田庄絵図

柏木区 伊都郡かつらぎ町柏木
- 高野枡 応永三年銘（附:大枡）

極楽寺 伊都郡かつらぎ町滝
- 銅造菩薩半跏像

古沢厳島神社 伊都郡九度山町上古沢
- 能装束
  - 萌葱地唐花尾長鳥文様繍狩衣
  - 紺地唐花尾長鳥文様繍狩衣
  - 赤茶地雲文紗長絹
  - 黄地花菱文綾法被
  - 附 古佐布色衆之道具の日記（慶長十五年十月）

慈尊院 伊都郡九度山町慈尊院
- ○木造弥勒仏坐像
- 絹本著色弥勒菩薩像

高野山学園 伊都郡高野町高野山
- 大毗廬遮那成仏経7巻・金剛頂瑜伽経3巻・蘇悉地羯羅経3巻（勧修寺大経蔵伝来）

 野上八幡宮  海草郡紀美野町小畑
- 赤銅鳥頸太刀 銘真長

泉福寺 海草郡紀美野町長谷宮
- 梵鐘 安元二年銘

薬王寺 有田郡有田川町小川
- 木造阿弥陀如来坐像 嘉保三年仏師僧勢深銘

浄教寺 有田郡有田川町長田
- 絹本著色仏涅槃図
- 木造大日如来坐像

法音寺 有田郡有田川町岩野河
- 木造阿弥陀如来坐像
- 木造十一面観音立像

吉祥寺 有田郡有田川町粟生
- 木造薬師如来坐像
- 木造聖観音立像
- 木造不動明王二童子立像
- 木造大日如来坐像
- 木造毘沙門天立像

歓喜寺 有田郡有田川町歓喜寺
- 木造阿弥陀如来坐像
- 木造地蔵菩薩坐像

広八幡神社 有田郡広川町上中野
- 短刀 銘来国光

勝楽寺 有田郡湯浅町別所
- 木造阿弥陀如来坐像
- 木造地蔵菩薩坐像
- 木造薬師如来坐像
- 木造釈迦如来坐像
- 木造四天王立像

施無畏寺 有田郡湯浅町栖原
- 施入状 天福元年記
- 置文 寛喜三年記

王子神社 日高郡日高町比井
- 紀伊王子神社経塚出土品

草堂寺 西牟婁郡白浜町富田
- 草堂寺障壁画 円山応挙・長沢芦雪筆 71面
- 紙本墨画群猿図 長沢芦雪筆 六曲一双

熊野本宮大社 田辺市本宮町本宮
- 木造家津御子大神坐像、木造速玉大神坐像 、木造夫須美大神坐像、附 木造天照大神坐像
- 鉄湯釜 建久九年銘

 滝尻王子宮十郷神社 田辺市中辺路町栗栖川　
- 黒漆小太刀 中身銘有次

成就寺 東牟婁郡串本町西向
- 方丈障壁画 長沢芦雪筆 45面

 無量寺  東牟婁郡串本町串本
- 方丈障壁画 55面
  - 紙本墨画波上群仙図 壁貼付2面、襖6面（上間一之間）円山応挙筆
  - 紙本墨画山水図 床貼付4面、違棚壁貼付4面（上間一之間）円山応挙筆
  - 紙本金地著色群鶴図 天袋小襖4面（上間一之間）円山応挙筆
  - 紙本著色薔薇図 襖8面（上間二之間）長沢芦雪筆
  - 紙本墨画竜虎図 襖12面（室中及び内陣）長沢芦雪筆
  - 紙本墨画群鶴図 壁貼付1面、襖6面（下間一之間）長沢芦雪筆
  - 紙本墨画唐子琴棋書画図（寺子屋図・遊図） 襖貼付8面（下間二之間）長沢芦雪筆

善照寺 東牟婁郡串本町古座
- 絹本著色阿弥陀三尊像

 青岸渡寺  東牟婁郡那智勝浦町那智山　
- 那智山経塚出土品8点

 補陀洛山寺  東牟婁郡那智勝浦町浜の宮　
- 木造千手観音立像

 熊野三所大神社  東牟婁郡那智勝浦町浜の宮　
- 木造男神坐像2躯・女神坐像1躯

大泰寺 東牟婁郡那智勝浦町下和田
- 木造阿弥陀如来坐像 保元元年銘

阿須賀神社 新宮市阿須賀
- 和歌山県阿須賀神社境内（蓬莱山）出土品 一括

個人
- 久我通具筆二首懐紙（六月祓、山家秋涼）

個人
- 脇指 銘来国次（1962年指定）

個人
- 薙刀 銘来国俊（1955年指定）

個人
- 過所船旗 天正九年三月廿八日

## 関連文献
- 文部省宗教局保存課編・刊行『国宝（宝物類）目録』、1940（参照：）
- 文化財保護委員会編・刊行『重要文化財目録 美術工芸品』、1952
- 文化財保護委員会編・刊行『指定文化財総合目録 昭和33年版（美術工芸品扁）』、1958
- 文化財保護委員会編・刊行『指定文化財総合目録 昭和43年版（美術工芸品扁）』、1968
- 文化庁編『国宝・重要文化財総合目録（美術工芸品編）』、1980、第一法規
- 文化庁監修『重要文化財』（全31巻別巻2巻）、毎日新聞社、1972-1982
- 文化庁監修『国宝・重要文化財大全』（全12巻別巻1巻）、毎日新聞社、1997-2000